# Xenortholitha naemata
Xenortholitha naemata är en fjärilsart som beskrevs av Felder 1875. Xenortholitha naemata ingår i släktet Xenortholitha och familjen mätare. Inga underarter finns listade i Catalogue of Life.